# Agonischius viridoreflexus
Agonischius viridoreflexus is een keversoort uit de familie kniptorren (Elateridae). De wetenschappelijke naam van de soort is voor het eerst geldig gepubliceerd in 1994 door Vats & Chauhan.